# Due profeti
Due profeti è un affresco (larghezza circa 900 cm) attribuito al Maestro Oltremontano, databile attorno al 1277-1283 circa e conservato nel lunettone alla testata del transetto destro della basilica superiore di San Francesco di Assisi, ai lati della grande vetrata con le Apparizioni angeliche e di Cristo. 

## Storia
La presenza di un maestro gotico, probabilmente transalpino (francese, inglese o di area tedesca) nel cantiere della decorazione ad affresco del presbiterio della basilica superiore è un fatto accertato dalla critica, sebbene non accolto da tutti gli studiosi (in tempi recenti Federico Zeri parlò della bottega di Cimabue). L'attività di questo maestro si sarebbe svolta contemporaneamente a quella di Cimabue, con una possibile collaborazione fin dall'abside (lunetta con Annuncio a Gioacchino e sua offerta) e poi la separazione affidando la parte superiore del transetto sinistro al fiorentino e di quello destro allo straniero. Tra i due incorsero fruttuose influenze reciproche, sebbene non risolutive delle rispettive poetiche, attingendo spunto l'un l'altro. In alcuni partiti decorativi il Maestro Oltremontano sembra inoltre attingere alla cultura romana, tanto che il suo seguace e continuatore (nella loggetta destra) è ritenuto un maestro di tale scuola. 
La datazione degli affreschi di questa porzione della basilica segue dunque quella legata a Cimabue, assestandosi in un periodo tra il 1277, anno dell'elezione al soglio pontificio di Niccolò III e il 1283 circa, sebbene molti studiosi abbiano proposto oscillazioni diverse.
Anche questi lavori sono in condizioni mediocri o pessime, spesso interessante dalla perdita di interi, ampi brani di pittura, da ritocchi e ridipinture, oppure dall'ossidazione in alcuni punti del bianco di biacca, che ha portato a un ribaltamento dei toni chiari/scuri, come in un negativo fotografico. 

## Descrizione e stile
Per quanto gravemente danneggiati soprattutto nella parte inferiore del corpo, con vistose lacune, gli affreschi dei due profeti rivestono un interesse particolare nella decorazione assisiate e nello svolgimento della pittura italiana in generale, per la presenza delle nicchie dipinte entro cui le figure sono ospitate, che per la prima volta instaurano un dialogo tra architettura reale e architettura dipinta. 
Di dimensioni gigantesche, raffigurano forse Isaia a sinistra, che indica verso la finestra, e Re Davide a destra, più giovane e indossante la corona. Nel primo il volto è trattato con accentuato realismo e uno sforzo di individuazione fisiognomica, attraverso il naso protuberante e camuso, la barba folta, i capelli lunghi, lo sguardo penetrante. Sofisticato è il disegno della mano che indica, con un allungatissimo indice e il mignolo teneramente ripiegato ad angolo. Dettagli come questo dimostrano l'abilità e l'incisività dell'artista nel disegno, con un'attenzione speciale alla linea di contorno. Doveva predominare il colore verde (oggi scomparso o ossidato). 
La figura di destra mostra un re col nimbo, abbigliato da guerriero sopra la dalmatica. Il volto, che doveva presentare una felice individualità come nel suo analogo sull'altro lato, appare oggi alterato da ridipinture. Nonostante ciò se ne può ancora oggi apprezzare la composizione col pronunciato incassamento tra il collo e la mascella, le sopracciglia folte, la bocca carnosa, l'incavatura della guacia sinistra, sottostante alla barba. 
Più in altro si trovano due rosoni, diversi l'un l'altro, che riprendono lo schema della vetrata. 

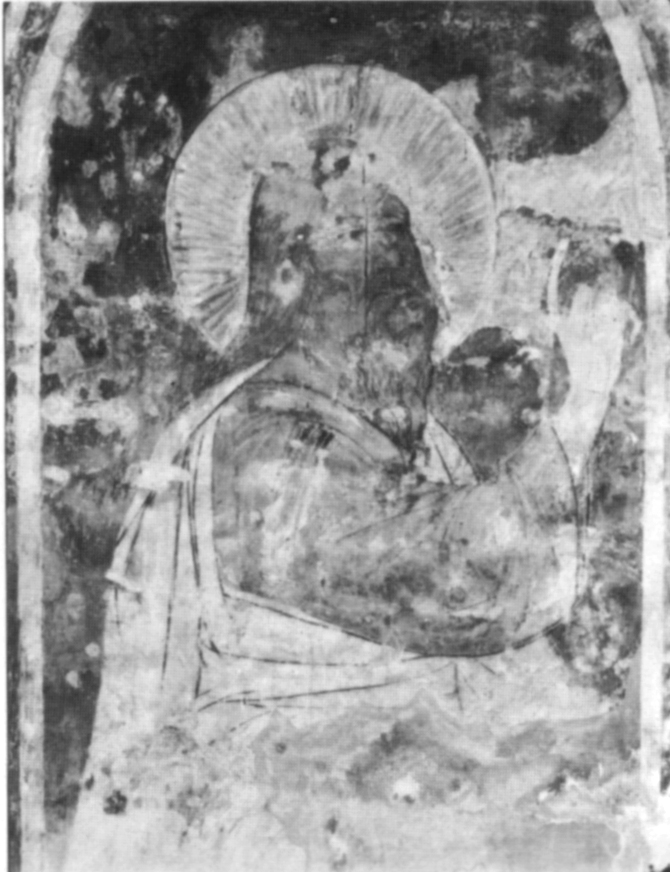
Isaia
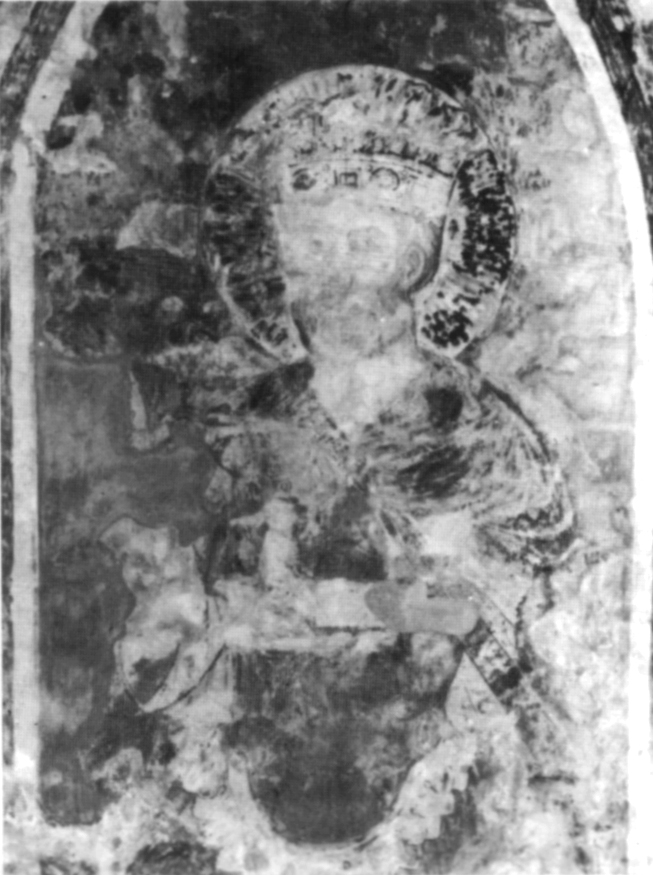
Davide
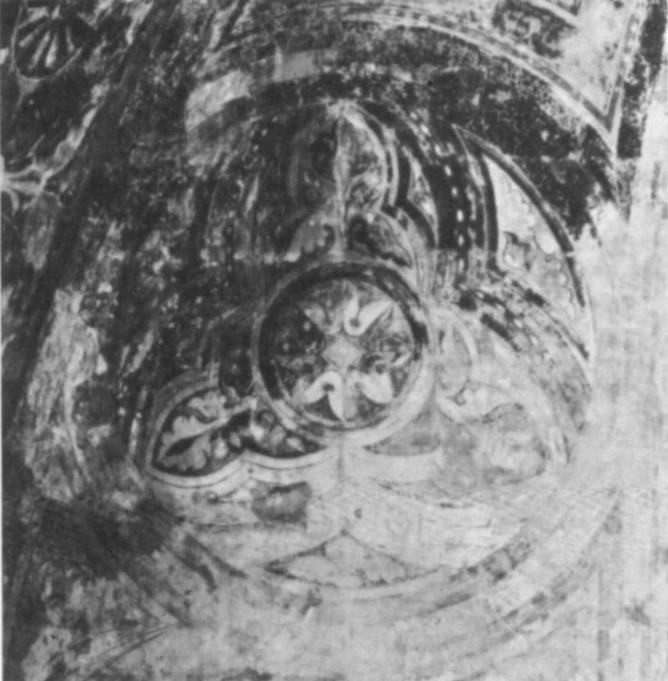
Rosone
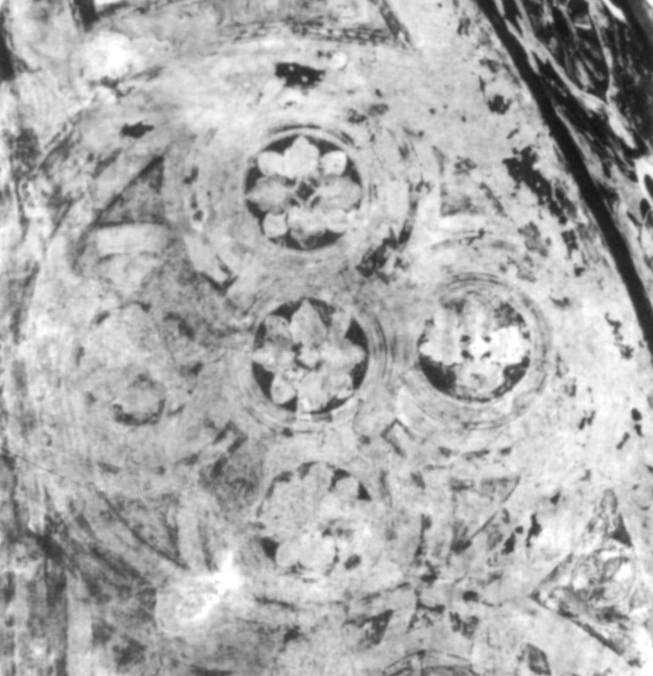
Rosone